# Positive Black Soul
Positive Black Soul (también conocido como PBS) es un grupo de Hip-Hop formado en Dakar, Senegal. Fundado en 1989, está compuesto por Didier Sourou Awadi (alias DJ Awadi) y Amadou Barry (alias Doug E. Tee o Duggy-Tee), quienes con anterioridad habían formado parte de otros grupos. Sus letras están escritas en inglés, francés y en wolof y utilizan instrumentos tradicionales de su país como parte de sus canciones. Desde su fundación el grupo se ha caracterizado por su activismo político y social.

## Historia
Los dos miembros de Positive Black Solu nacieron en Dakar, Senegal. Durante su adolescencia Awadi y Barry se involucraron en la escena hip hop de la ciudad; Awadi liderando su propio grupo tanto como bailarín de breakdance como cantante y Barry actuando con los King MCs. Originalmente Awadi y Barry eran rivales, dado que provenían de diferentes barrios de Dakar. Durante una fiesta de cumpleaños celebrada por Awadi y a la que también fue invitado.

## Discografía
- Boul Falé (1994)
- Salaam (1995)
- Daw Thiow (1996)
- Wakh Feign (1996)
- New York-Paris-Dakar (1997)
- Revolution (2000)
- Run Cool (2001)